# Arrondissement de Vannes
L'arrondissement de Vannes est une division administrative française, située dans le département du Morbihan et la région Bretagne.

## Composition

### Composition de 1926 à 2016
Liste des cantons de l'arrondissement de Vannes entre 1926 (suppression de l'arrondissement de Ploërmel) et 2014 :
- canton d'Allaire ;
- canton d'Elven ;
- canton de Grand-Champ ;
- canton de Guer ;
- canton de La Gacilly ;
- canton de La Roche-Bernard ;
- canton de La Trinité-Porhoët ;
- canton de Malestroit ;
- canton de Mauron ;
- canton de Muzillac ;
- canton de Ploërmel ;
- canton de Questembert ;
- canton de Rochefort-en-Terre ;
- canton de Sarzeau ;
- canton de Vannes-Centre ;
- canton de Vannes-Est ;
- canton de Vannes-Ouest.

### Découpage cantonal depuis 2017

Carte de l'arrondissement de Vannes au 1 1 2018.

- canton de Grand-Champ (en partie) ;
- canton de Guer ;
- canton de Moréac (en partie) ;
- canton de Muzillac ;
- canton de Questembert ;
- canton de Séné ;
- canton de Vannes-1 ;
- canton de Vannes-2 ;
- canton de Vannes-3.

### Découpage communal depuis 2015
Depuis 2015, le nombre de communes des arrondissements varie chaque année soit du fait du redécoupage cantonal de 2014 qui a conduit à l'ajustement de périmètres de certains arrondissements, soit à la suite de la création de communes nouvelles. Le nombre de communes de l'arrondissement de Vannes est ainsi de 123 en 2015, 121 en 2016 et 99 en 2017.
Afin de faire correspondre les arrondissements aux intercommunalités, en particulier dans le secteur de Ploërmel Communauté, les limites territoriales sont modifiées au 1er janvier 2017 : les communes de Brignac, Campénéac, Concoret, Évriguet, Gourhel, Guilliers, Loyat, Mauron, Ménéac, Mohon, Monterrein, Montertelot, Néant-sur-Yvel, Ploërmel, Saint-Brieuc-de-Mauron, Saint-Léry, Saint-Malo-des-Trois-Fontaines, Taupont, Tréhorenteuc, La Trinité-Porhoët et Val d'Oust quittent l'arrondissement de Vannes au profit de celui de Pontivy ; les communes de Bono et Plougoumelen quittent l'arrondissement de Lorient au profit de celui de Vannes.
Au 1er janvier 2024, l'arrondissement groupe les 99 communes suivantes :
1. Allaire
2. Ambon
3. Arradon
4. Arzal
5. Arzon
6. Augan
7. Baden
8. Béganne
9. Beignon
10. Berric
11. Billiers
12. Bohal
13. Le Bono
14. Brandivy
15. Caden
16. Camoël
17. Carentoir
18. Caro
19. Colpo
20. Cournon
21. Le Cours
22. Damgan
23. Elven
24. Férel
25. Les Fougerêts
26. La Gacilly
27. Grand-Champ
28. Guer
29. Le Guerno
30. Le Hézo
31. Île-aux-Moines
32. Île-d'Arz
33. Larmor-Baden
34. Larré
35. Lauzach
36. Limerzel
37. Lizio
38. Locmaria-Grand-Champ
39. Locqueltas
40. Malansac
41. Malestroit
42. Marzan
43. Meucon
44. Missiriac
45. Molac
46. Monteneuf
47. Monterblanc
48. Muzillac
49. Nivillac
50. Noyal-Muzillac
51. Péaule
52. Peillac
53. Pénestin
54. Plaudren
55. Plescop
56. Pleucadeuc
57. Ploeren
58. Plougoumelen
59. Pluherlin
60. Porcaro
61. Questembert
62. Réminiac
63. Rieux
64. La Roche-Bernard
65. Rochefort-en-Terre
66. Ruffiac
67. Saint-Abraham
68. Saint-Armel
69. Saint-Avé
70. Saint-Congard
71. Saint-Dolay
72. Saint-Gildas-de-Rhuys
73. Saint-Gorgon
74. Saint-Gravé
75. Saint-Guyomard
76. Saint-Jacut-les-Pins
77. Saint-Jean-la-Poterie
78. Saint-Laurent-sur-Oust
79. Saint-Malo-de-Beignon
80. Saint-Marcel
81. Saint-Martin-sur-Oust
82. Saint-Nicolas-du-Tertre
83. Saint-Nolff
84. Saint-Perreux
85. Saint-Vincent-sur-Oust
86. Sarzeau
87. Séné
88. Sérent
89. Sulniac
90. Surzur
91. Théhillac
92. Theix-Noyalo
93. Le Tour-du-Parc
94. Tréal
95. Trédion
96. Treffléan
97. La Trinité-Surzur
98. Vannes
99. La Vraie-Croix

## Démographie
En 2022, l'arrondissement comptait 295 698 habitants.
| 1968    | 1975    | 1982    | 1990    | 1999    | 2006    | 2011    | 2016    | 2021    |
| ------- | ------- | ------- | ------- | ------- | ------- | ------- | ------- | ------- |
| 185 254 | 196 639 | 213 043 | 229 499 | 248 254 | 276 862 | 294 601 | 279 964 | 291 956 |

| 2022    | - | - | - | - | - | - | - | - |
| ------- | - | - | - | - | - | - | - | - |
| 295 698 | - | - | - | - | - | - | - | - |